# Triángulo Minerva en Sevilla
El Triangulo Minerva era la logia simple o triángulo masónico de Sevilla. Nacido de la Logia Heracles y bajo los auspicios del Gran Oriente de Francia.

## Principios y objetivos
El triángulo Minerva tenía por principios la tolerancia Mutua, el respeto a los otros y a uno mismo y la libertad absoluta de conciencia. Llevaba su camino de aprendizaje hacia una futura logia en los V.·. de Sevilla del Gran Oriente de Francia.  Su Página web era www.triangulominerva.es
El triángulo Minerva desarrollaba tareas con la sociedad andaluza, participando en diferentes foros de laicidad, solidaridad y tolerancia.